# ひとかけら
『ひとかけら』は、柴咲コウの配信限定シングル。

## 解説
本作で作詞を担当した及川眠子とは柴咲自身としては初のタッグを組む形となり、タイアップ先のAudiの電気自動車『Audi e-tron Sportsback』の掲げた「サステイナブルな未来へ」をコンセプトにその世界観を描き出しているとのことで、作曲及びサウンドプロデュースは前作に引き続き、『Jazztronik』の野崎良太が担当、新型コロナウィルス感染の防止対策を徹底した上で、数十名からなるストリングスのレコーディングを行い、重厚なサウンドに仕上げられた。

## 収録曲
1. ひとかけら
作詞：及川眠子/作曲・編曲：野崎良太